# Вулканический пепел

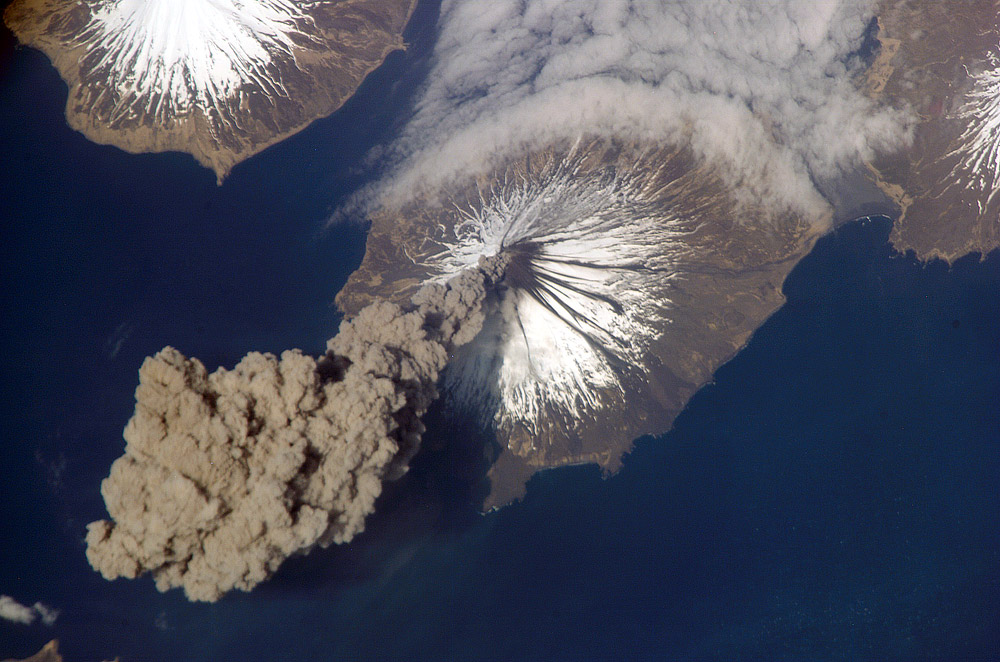
Выброс вулканического пепла. Вулкан Кливленд, Аляска

Вулканический пепел — один из продуктов измельчения магмы. Состоит из частей пыли и песка менее 2 мм в диаметре. Выбрасывается в воздух при извержениях вулканов, а затем оседает на земле. Может довольно долго находиться во взвешенном состоянии в атмосфере, вызывая изменение вида закатов и другие атмосферные оптические явления. После извержения пепел разносится в атмосфере на большие расстояния; так, во время извержения вулкана Кракатау в Индонезии в 1883 году облако неосевшего вулканического пепла облетело земной шар два раза.
Пепел представляет большую опасность для человека и животных при вдыхании. В мелких бронхах и бронхиолах при контакте со слизью он застывает наподобие цемента, закрывая их просвет и приводя к смерти от удушья.
Вулканический пепел опасен и для самолетов. Забивая жиклёры топливной автоматики и охлаждающие дефлекторы лопаток турбин реактивных двигателей, он может привести к их остановке. Выброс большого количества пепла нередко приводит к запрету авиасообщения.
Пепел богат микроэлементами. Благодаря этому почва рядом с вулканами очень плодородна. Например, в окрестностях Везувия и Этны развито сельское хозяйство.